# Christoph Steger

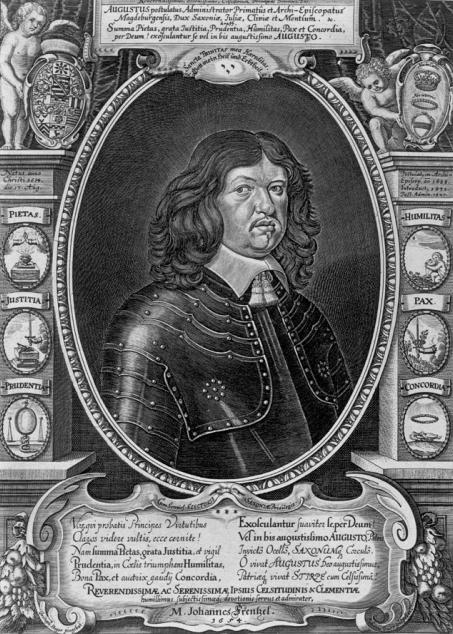
August von Sachsen-Weißenfels, gestochen von Johann Dürr nach Christoph Steger

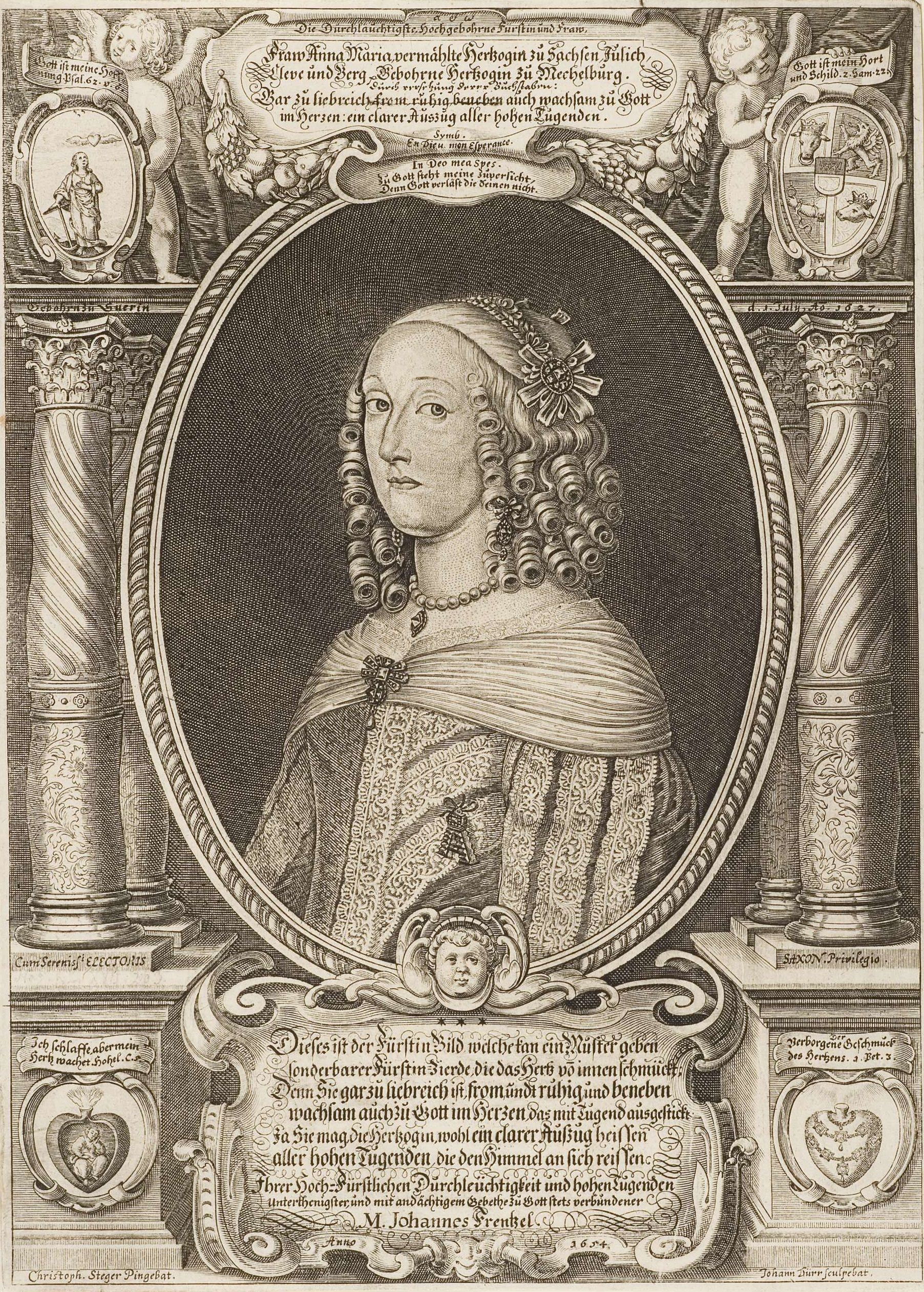
Anna Maria von Mecklenburg-Schwerin, gestochen von Johann Dürr nach Christoph Steger

Christoph Steger (* 1608 in Dresden; † 1682 in Halle a. d. S.) war ein deutscher Maler des Barock.

## Leben und Werk
Der Maler hatte von um 1655 bis 1675 in Halle seine wichtigste Schaffenszeit. Steger war Maler in Halle und stand als Hofmaler im Dienste des Herzogs August von Sachsen-Weißenfels, der Mitglied der Fruchtbringenden Gesellschaft war. Jedes Mitglied dieser Gesellschaft sollte sein Verhalten nach seiner eigenen Imprese regulieren, die mittels einer Pflanze oder eines Pflanzenprodukts, des dazu gehörigen ,Worts’ (Sinnspruch), des Gesellschaftsnamens und eines darunter gerückten ,Reimgesetzes’ (Strophe) eine ,Tugend’ auslegte. Matthaeus Merian d. Ä. ließ nach den kolorierten Federzeichnungen von Christoph Rieck(e) († 1640 in Anhalt) und Christoph Steger in seiner Werkstatt 401 Impresen in Kupfer stechen und im Gesellschaftsbuch von 1646 veröffentlichen. Darin ergänzte er die Stiche seiner ersten 200 Impresen des Gesellschaftsbuchs von 1629/30. Das Sinnbild der Gesellschaft und das des jeweiligen Trägers prangten auch auf der Vorder- bzw. Rückseite der ,Gesellschaftspfennige’ (ovale goldene Medaillen), die die Mitglieder an einem sittichgrünen Band um den Hals trugen. Das Mottoblatt der Fruchtbringenden Gesellschaft von 1745 stammt vermutlich auch von Steger. Viele der von Steger gemalten Porträts wurden aber auch von dem Kupferstecher Johann Dürr in Weimar gestochen wie das von Friedrich von Sachsen-Weimar (1640–1656). Ebenso malte er das Bild der Gemahlin seines Fürsten Anna Maria von Mecklenburg, dass ebenfalls von Dürr in Kupfer gestochen wurde. Auf Schloss Neu-Augustusburg in Weißenfels gibt es ein Porträt dieses Fürstenpaares, das nicht eindeutig dem Œuvre Stegers zugeschrieben werden kann. Insgesamt sind aber durch Dürrs Stiche 30 Funeralien von Steger erhalten geblieben. Unter den nach ihm gestochenen Bildnissen erwähnt Georg Kaspar Nagler noch die Gelehrten der  Georg Philipp Olearius von der Universität Leipzig und Konrad Carpzov 1653.